# 維吉尼亞州學院和大學列表
以下是維吉尼亞州目前运营的公立和私立高等教育机构列表。
 公立 
- 威廉與瑪麗學院（College of William and Mary）
- 乔治梅森大學（George Mason University）
- 詹姆斯麥迪遜大學（James Madison University）
- 朗伍德大學 (Longwood University)
- 諾福克州立大學 (Norfolk State University)
- 老道明大學（Old Dominion University）
- 瑞德福大學 (Radford University)
- 維吉尼亞大學（University of Virginia）
- 維吉尼亞聯邦大學 (Virginia Commonwealth University)
- 維吉尼亞軍校 （Virginia Military Institute）
- 維吉尼亞理工學院暨州立大學（Virginia Polytechnic Institute and State University）

 私立 
- 自由大學 (美國) (Liberty University)
- 漢普頓大學 (Hampton University)
- 里奇蒙大學 （University of Richmond）
- 華盛頓與李大學 （Washington and Lee University）
- 美國管理科技大學 （University of Management and Technology）

 永久停辦 
- 北弗吉尼亚大学（University of Northern Virginia）